# Navalmanzano
Navalmanzano is een gemeente in de Spaanse provincie Segovia in de regio Castilië en León met een oppervlakte van 32,79 km². Navalmanzano telt 1.091 inwoners (1 januari 2016).

## Geboren
- Pánfilo de Narváez (±1470-1528), conquistador en ontdekkingsreiziger